# Pierre Pélissier
Pour les articles homonymes, voir Pélissier.
Compléments
auteur du dictionnaire de la langue des signes française
Pierre Pélissier est un professeur et poète sourd français, né le 22 septembre 1814 à Gourdon dans le Lot et mort le 30 avril 1863 à Paris. Il enseigne à l’École des sourds-muets de Toulouse et à l'école impériale des sourds-muets de Paris, et est le premier auteur sourd du dictionnaire de la langue des signes française en 1856.

## Biographie
Pierre Pélissier est né le 22 septembre 1814 dans la rue du Majou à Gourdon, sous les yeux des parents d’artisan ayant douze enfants. Cinq ans plus tard, il devient sourd : il est admis, en 1825, à l’école des jeunes sourds-muets de Rodez, puis à Toulouse, sous l'égide de l'abbé Chazottes. Il est ensuite devenu professeur à l'École des sourds-muets de Toulouse. Il est, paraît-il, secrétaire-adjoint du Société centrale des sourds-muets de Paris en 1842. À vingt-neuf ans, en 1843, il part enseigner à l'école impériale des sourds-muets à Paris jusqu'à sa mort.
Il est principalement connu en tant que premier auteur sourd pour avoir réalisé le dictionnaire de langue des signes, autrement dit jadis l’« Iconographie des signes », dans l'ouvrage L'Enseignement primaire des sourds-muets mis à la portée de tout le monde, avec une iconographie des signes, publié en 1856.
Malade depuis ses trente-trois ans, il meurt le 30 avril 1863 à Paris et est inhumé au cimetière de Gourdon.

## Publications
- Choix de poésies d'un sourd-muet (1834-1845), 1850
- Les sourds-muets au XIXe siècle : avec un alphabet manuel, 1846
- Mémoire adressé à M. le ministre de l'Intérieur par les professeurs de l'institution royale des sourds-muets de Paris : sur la nécessité de transférer les Écoles de sourds-muets au Ministère de l'Instruction publique, 1847
- L'Enseignement primaire des sourds-muets mis à la portée de tout le monde, avec une iconographie des signes, 1856